# Cò bạch
Cò bạch (danh pháp hai phần: Egretta sacra) là một loài chim trong họ Diệc.
Chúng được tìm thấy ở nhiều khu vực châu Á bao gồm khu vực đại dương của Ấn Độ, Đông Nam Á, Đông Á, Polynesia, và ở Úc, Tasmania và New Zealand.
Cò bạch là những loài diệc cỡ trung bình, đạt chiều dài từ 57 đến 66 cm. Chúng có sải cánh từ 90 đến 110 cm và đạt trọng lượng trung bình 400 gram. Nguồn thức ăn của chúng chủ yếu từ các loại cá, động vật giáp xác và động vật thân mềm có nguồn gốc từ đại dương.

## Hình ảnh

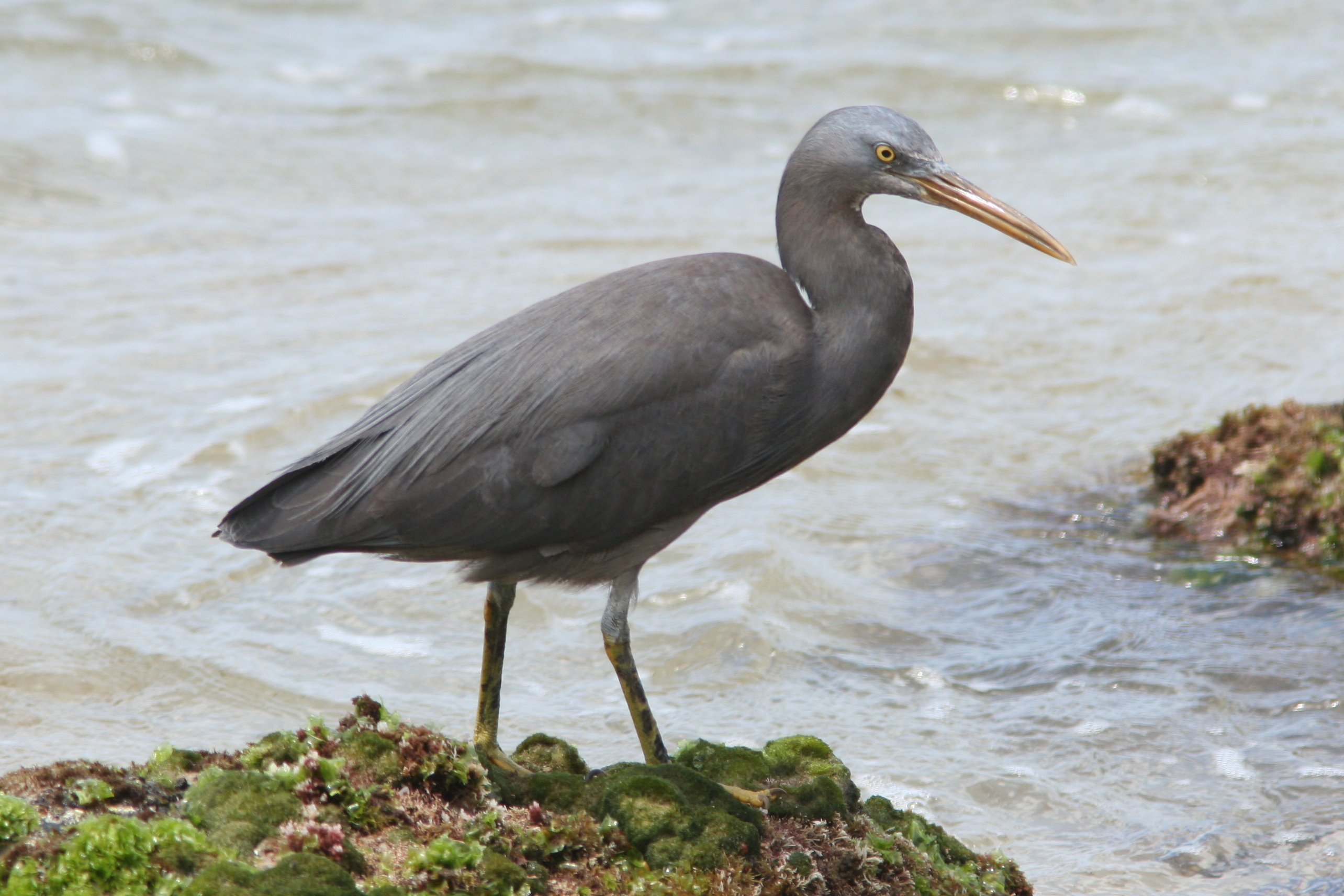
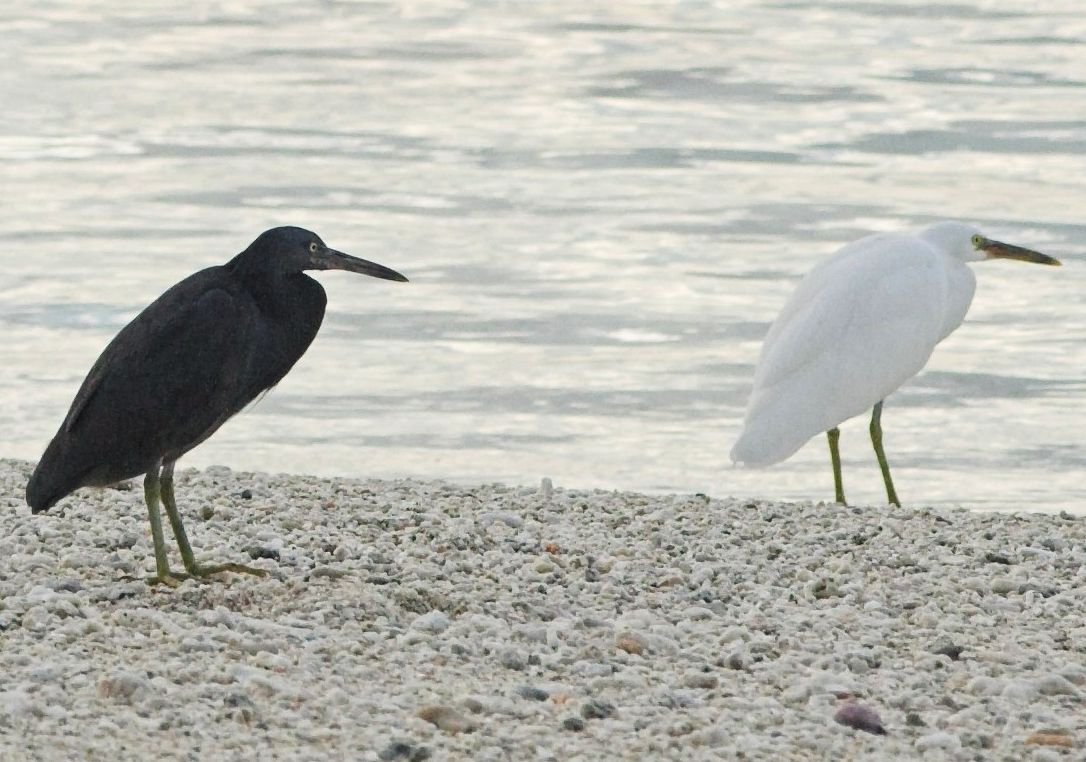
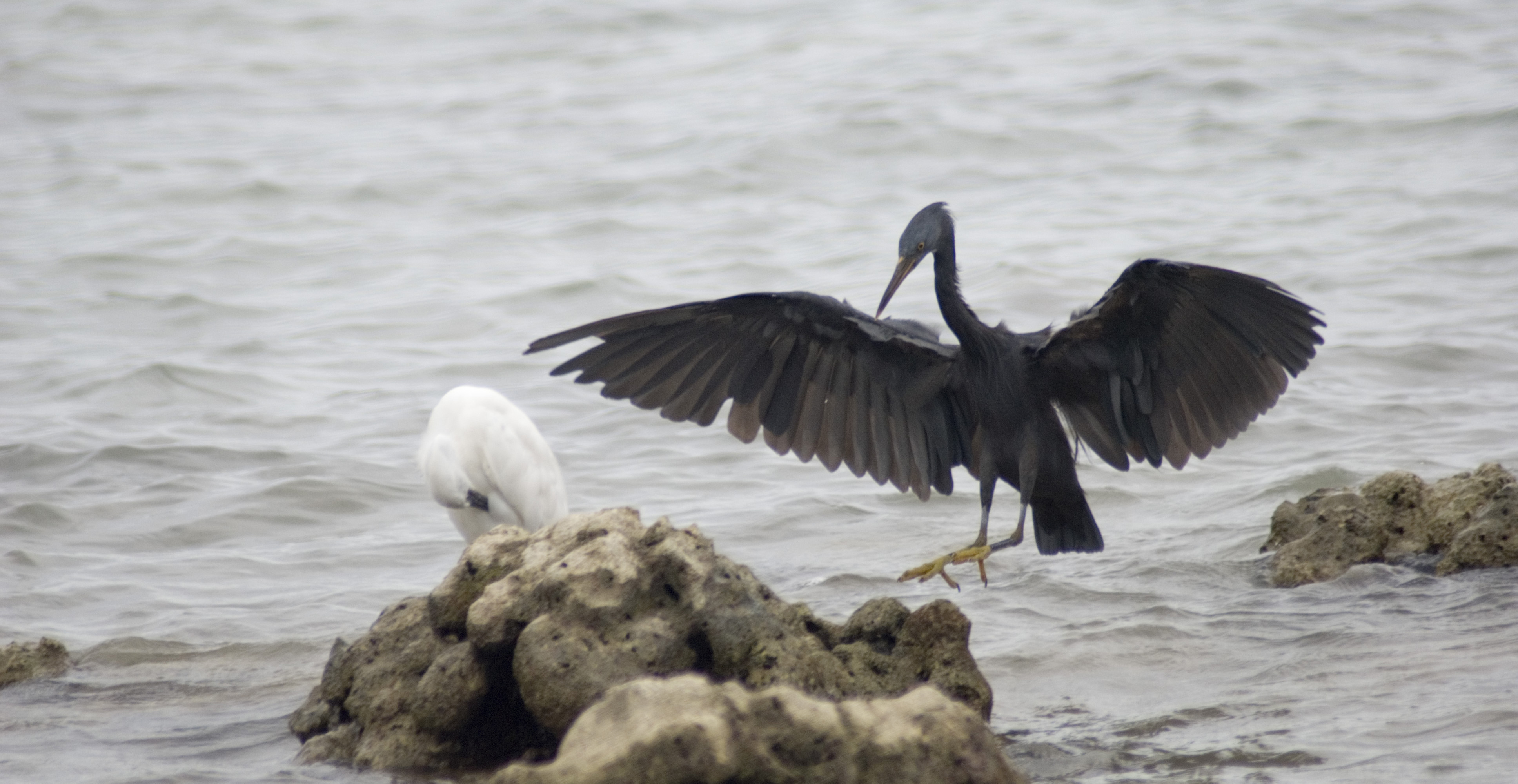